# Takayuki Komine
Takayuki Komine (小峯 隆幸 Komine Takayuki?), född 25 april 1974 i Saitama prefektur, är en japansk före detta fotbollsspelare.
Komine började sin karriär 1998 i Tokyo Gas (FC Tokyo). Han spelade 107 ligamatcher för klubben. 2003 flyttade han till Vegalta Sendai. Efter Vegalta Sendai spelade han för Kashiwa Reysol, Tokushima Vortis och FC Gifu. Han avslutade karriären 2008.